# Roland Garve

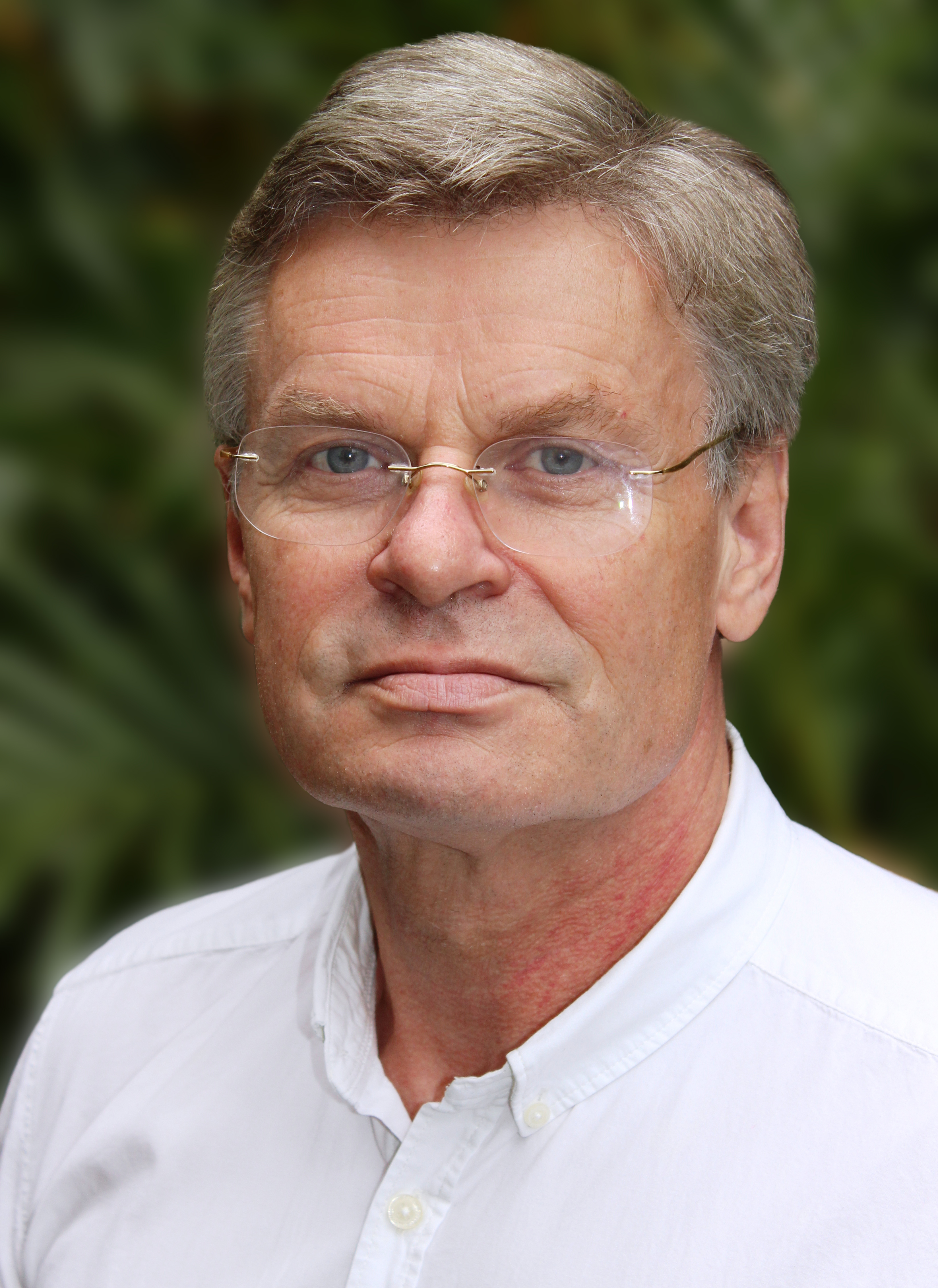
Roland Garve, 2014

Roland Garve (* 9. Dezember 1955 in Boizenburg/Elbe) ist ein deutscher Zahnarzt und Ethnomediziner.

## Leben
Garve, geboren und aufgewachsen in Boizenburg/Elbe, besuchte von 1962 bis 1972 die Polytechnische Oberschule und anschließend die erweiterte Oberschule Boizenburg, wo er 1974 das Abitur erhielt. Nach dem Wehrdienst studierte er ab 1976 Zahnmedizin an der Universität Greifswald und erhielt 1981 die Approbation. Von 1981 bis 1983 wurde er wegen Vorbereitungen des „ungesetzlichen Grenzübertritts“ aus der DDR in Brandenburg-Görden inhaftiert. Während seiner Haft behandelte er als ausgebildeter Zahnarzt die Mithäftlinge. Schließlich reiste er, 1984 ausgewiesen, aus der DDR aus und promovierte 1986 an der Universität Hamburg. Garve betrieb, nach seiner Zeit als Assistent in einer Jesteburger Zahnarztpraxis, von 1985 bis 2010 in Geesthacht in Schleswig-Holstein eine Zahnarztpraxis. Anschließend beendete er seine zahnärztliche Tätigkeit. Er unternahm viele Forschungsreisen (u. a. Afrika, Brasilien, Thailand, Venezuela, Papua-Neuguinea) zu indigenen Völkern in Zusammenarbeit mit den Völkerkundemuseen Dresden und Leipzig. Dabei hält Garve auch Vorträge über Ethnozahnmedizin und Völkerkunde. Über seine Erlebnisse hat er als Autor mehrere Bücher verfasst. Des Weiteren ist Garve nebenberuflich als Kameramann, Fotograf und Produzent von Dokumentarfilmen tätig.
Seit 2011 arbeitet Roland Garve als Dozent am Zentrum für Kultur- u. Naturgeschichte des Menschen der Danube Private University, Fakultät Medizin/Zahnmedizin Krems (Österreich).
2012 Diplomabschluss im Fach Tropenmedizin am Bernhard-Nocht-Institut für Tropenmedizin der Universität Hamburg. 
2014 erfolgte die Ernennung zum assoziierten Professor und zum Leiter der Abteilung für Ethno-Zahnheilkunde an der DPU Krems. Garve gilt als der Begründer des interdisziplinären Forschungsgebietes Ethnozahnmedizin.

## Publikationen

### Bücher und Veröffentlichungen
- Irian Jaya, Leipzig: Kiepenheuer, 1991,  1. Auflage, Link zum Datensatz der Deutschen Nationalbibliothek: DNB 920012868
- Indianer am Amazonas, Adliswil 1995
- Unter Mördern: ein Arzt erlebt den Schwerverbrecherknast. Ullstein, München 2000, ISBN 978-3-86153-179-1
- Unter Amazonas-Indianern, München: Herbig, 2002, ISBN 3-7766-2303-9, DNB 965397637
- Roland und Miriam Garve: Unter Papuas und Melanesiern. Von kunstsinnigen Kannibalen, Kopfjägern, Baumhausmenschen, Sumpfnomaden, Turmspringern und anderen Südsee-Eingeborenen. Verlag Neue Literatur, Jena, Plauen, Quedlinburg 2010, ISBN 978-3-940085-37-5.
- zusammen mit Frank Nordhausen:
  - Kirahé – Der weiße Fremde. Unterwegs zu den letzten Naturvölkern, 2007, ISBN 978-3-86153-425-9
  - Laleo – Die geraubte Steinzeit. Als Zahnarzt bei den letzten Naturvölkern, 2009, ISBN 978-3-86153-546-1
- Vom Leben der Asmat, Kombai und Korowoi in Irian Jaya-Expedition zu den letzten „Baummenschen“ auf Neuguinea, Rudolstädter Naturhistorische Schriften 3, Seiten 69–81, 1999
- Cunahá Madý – Das Volk des Giftes. Ritueller Massenselbstmord bei einem isolierten Indianerstamm am Rio Purús, Rudolstädter Naturhistorische Schriften 4, Seiten 17–34, 2002,
- Zahn-ART, Einblicke in das kulturelle Spektrum der Bedeutung und Verwendung von Zähnen, Roland Garve, Abteilung für Ethno-Zahnheilkunde, Zentrum für Natur- und Kulturgeschichte des Menschen, Danube Private University Krems (DPU), Kirahé-Verlag Lüneburg, 1. Auflage Copyright Roland Garve Februar 2022, Deutsche Nationalbibliothek Frankfurt: Signatur: 2022 B 22025, DNB 1259570886
- Unter den Bororo und Nambikwára in Mato Grosso und Rondonia / Roland Garve; Verlag: Kirahé, November 2022, DNB 1273673514
- Unter den Koma und Baka-Pygmäen in Kamerun Garve, Roland. - Lüneburg : Kirahé-Verlag, [2021], 1. Auflage, DNB 123416521X
- Unter den Waldnomaden und Bergvölkern West-Neuguineas  Garve, Roland. - Lüneburg: Kirahé-Verlag, [2021], 1. Auflage, DNB 1229107010
- Unter indigenen Völkern in Südostasien, Garve, Roland. - Lüneburg: Kirahé-Verlag, [2021], 1. Auflage, DNB 1251906214
- Unter den Uru-Eu-Wau-Wau-Indianern,   Garve, Roland. - Lüneburg: Kirahé-Verlag, [2020], 1. Auflage, DNB 122514972X
- Unter den Yanomami,   Garve, Roland. - Lüneburg: Kirahé-Verlag, [2020], 1. Auflage, DNB 1218476532
- Unter den Kindern des Mondes,   Garve, Roland. - Lüneburg: Kirahé-Verlag, [2018], DNB 117559315X
- Unter den Zoé-Indianern  Garve, Roland. - [Lüneburg]: Roland Garve, Kirahé-Verlag, [2017], DNB 1135940339
- Unter indigenen Völkern Afrikas,  Garve, Roland. - Lüneburg: Kirahé-Verlag, [2017], DNB 1141942062
- Unter Jaguarmenschen und Xingu-Indianern  Garve, Roland. - Lüneburg: Kirah-Verlag, [2017], DNB 114751383X
- Zahn, Kultur und Magie  Garve, Roland. - Berlin: Quintessenze-Verl., [2015], DNB 106050801X
- Unter indigenen Völkern der Südsee. Kirahé Verlag Lüneburg 2023, DNB 1298938767
- Unter Jaguarmenschen und Xingú-Indianern.  3. aktualisierte Auflage, Kirahé Verlag Lüneburg 2023, DNB 1285908953

### TV-Beiträge und -Dokumentationen
- Versteckt im Regenwald – Die Zoé-Indianer, Ko-Autor Andreas Kuno Richter, ARD/NDR, 1996
- Auf der Suche nach den Korubo-Indianern, Ko-Autorin Steffi Moritz, ARD/NDR, 1997
- Die Turmspringer von Pentecost, Ko-Autorin Steffi Moritz, ADR/NDR 1998
- Die Baumhausmenschen – Expedition ins Innere Neuguineas, Ko-Autorin Steffi Moritz 1999
- Tod im Regenwald, GeoTV, Discovery Channel, Ko-Autor Axel Grote, 2001 (Cunahá-Tod im Regenwald. Auf: youtube.com; zuletzt abgerufen am 25. Februar 2021.)
- Din – Die Entdeckung eines bisher unbekannten Volkes in Neuguinea, ProSieben, 2002
- Völker-Spezial. Welt der Wunder, Ko-Autorin Karin Gerber ProSieben 2002
- Zurück in die Steinzeit – Totenkulte der Dani in Neuguinea, Ko-Autorin Najda Trübenbacher, Kabel1, 2003
- Der Schweinezahnkult in Melanesien, Welt der Wunder, ProSieben, 2003
- Apatani – Expedition zu den Nasenpflock-Menschen, Welt der Wunder, ProSieben 2004
- Tierschutz in Kamerun, Bericht über eine sächsische Tierschützerin, Ko-Autorin Jana Lemme, 3sat, 2005
- Im Reich der Zwergmenschen – Kimyal, Ko-Autor Andreas Kuno Richter ARD/NDR 2006
- Duell am Amazonas – Expedition zu den Kalapalo-Indianern am Xingú, Ko-Autor Andreas Kuno Richter, ARD/NDR 2008
- Gottes Kinder. Unter Amazonas Indianern, Autor Andreas Kuno Richter, RTL 2013

## Quelle
- Andreas Mettenleiter: Selbstzeugnisse, Erinnerungen, Tagebücher und Briefe deutschsprachiger Ärzte. Nachträge und Ergänzungen II (A–H). In: Würzburger medizinhistorische Mitteilungen. Nr. 21, 2002, S. 490–518, hier S. 507 (zit. aus der Dissertation Garves)